# Мурадлы, Магомед
Магоме́д Мурадлы́ (азерб. Məhəmməd Muradlı; род. 1 августа 2003, Баку) — азербайджанский шахматист, гроссмейстер (2022).

## Карьера
В 2015 году выиграл чемпионат мира до 12 лет, в 2022 году занял 11-е место на опен-чемпионате.
Выступал за 3-ю сборную Азербайджана на олимпиаде 2016. В 2019 году выступал за сборную на юношеской олимпиаде — команда стала олимпийским чемпионом.
В 2019 и 2022 годах выиграл чемпионат Азербайджана, в 2024 году занял 2-е место, в 2023 году — 3-4 места. В 2022 году также стал бронзовым призёром чемпионата по рапиду.
В июле 2022 года выиграл Biel MTO 2022 с результатом со счетом 7 из 9 и перфомансом 2726. Стал победителем группового этапа MrDodgy Invitational 3.0, опередив соперников на 2 очка, но на стадии плей-офф проиграл Алану Пичоту.
В мае 2023 года на Баку Опен занял 4-е место, в июле на опене в Астане — 6-е место. В октябре 2023 года на чемпионате мира по блицу до 20 лет на Сардинии набрал 9,5 очков из 11, став чемпионом мира. В ноябре на сильном опен-турнире в Барселоне занял 8-е место.
В июне 2024 года выиграл Дубай Опен.
В декабре 2024 года занял 11 место в соревнованиях по рапиду на чемпионате Европы по рапиду и блицу 2024, прошедшем в Скопье (Северная Македония).
На чемпионате мира по рапиду и блицу 2024 занял 12 место в соревнованиях по рапиду.